# Jezabel
Jezabel ou Izebel, também conhecida como Jezebel era filha de Itobaal I de Tiro e esposa de Acabe, Rei de Israel, de acordo com o Livro dos Reis da Bíblia Hebraica (1 Reis 16:31:).

## Significado do nome
O significado do nome Jesabel ou Jezebel é “Baal exalta” ou “Baal é marido de” ou “impuro”.

## História bíblica
Jezabel era filha do rei dos Sidônios Etbaal (1Reis 16:31 diz que ela era "Sidoniana", que é um termo bíblico para os fenícios em geral) tendo o seu casamento com Acabe sido o resultado de uma aliança que tinha como objetivo fortalecer as relações entre Israel e a Fenícia. A sua história é conhecida através do Primeiro Livro de Reis do Antigo Testamento.
Sua vida é mostrada no Livro de Reis como a esposa do Rei de Israel, Acabe, que se mostrou promíscuo e fraco, deixando-se dominar pela mulher de forte personalidade.
Jezabel é descrita como uma sacerdotisa dominadora e potencialmente religiosa e se denominava porta-voz dos deuses. Isso a categorizava como profetisa. Obs. A bíblia não diz que Jezabel era sarcedotisa, e nem profetisa, pois em Apocalipse está se referindo a uma mulher com o espírito de Jezabel pois levava os membros da igreja a se prostituirem à comer e beber de coisas sacrificadas a ídolos, e a mesma se intitulava profetisa. Quem diz que Jezabel era uma sacerdotisa é o historiador Flávio Josefo, um termo que não tem nenhum fundamento bíblico e nem de relato histórico em outro lugar, pois o mesmo não viveu nesse período.
Ao casar-se com o Rei de Israel, ela passou a governar de acordo com a sua cultura e religião. Como mística, ela passou a ser considerada sacerdotisa e ensinadora. Em nenhum momento se sabe sobre sua conduta como uma prostituta, isso porque sua imagem mística impedia.
Teve, com o Rei Acabe, três filhos e portava-se como uma verdadeira mãe e dona de casa.
Sua influência foi abalizada pelo rei Acabe, e cresceu superando os próprios rabinos e sacerdotes, submetendo-os as suas ordens. Israel, que já teocrático, passou a adorar Baal e Jezabel cresceu politicamente e ordenava sobre o clero sacerdotal, obrigando os próprios sacerdotes israelitas a cultuar a Baal.
Suprimindo os rituais mosaicos, Jezabel passou a cultuar Baal de forma ostensiva e dominadora, sacrificando crianças em nome da santidade e inocência. Sua atuação mística superava as expectativas dos Israelitas que aceitavam tudo de forma normal.
Jezabel continuou a adorar os deuses fenícios, mas não se limitou a isso, pois queria combater o Deus de Israel e perseguir todos os seus seguidores. Recorreu ao dinheiro do tesouro público, templo de Israel, para sustentar os 450 profetas (ou nos tempos de Elias e sacerdotes) do deus Baal e os 400 profetas da deusa Aserá (deusa fenícia da fertilidade). No palácio real seria mesmo construído um templo dedicado a Baal. Aparentemente o seu próprio marido sentiu-se atraído pelo culto destes deuses, renegando Javé para segundo plano. Os sacerdotes e profetas israelitas foram eliminados ou então tiveram que se exilar no deserto devido à perseguição promovida por Jezabel.
Um profeta até então desconhecido pelo seu nome verdadeiro surgiu confrontando-se com os ensinamentos de Jezabel. Sua mensagem era o que passou a ser o seu próprio nome: "Elias", que quer dizer: Javé é Deus! A mensagem do profeta desconhecido passou a contrastar religiosamente e provocou terror entre os rabinos e sacerdotes que passaram a exigir dele uma prova contundente em forma de "sinal" de comprovação de sua autenticidade. Era necessário que Elias provasse o seu chamado por Deus, bem como a verdade sobre a sua mensagem.
A resistência local contra esta política religiosa foi encabeçada pelo profeta Elias. Numa espécie de concurso religioso levado a cabo no Monte Carmelo, Elias derrotou todos os profetas de Baal, que morreram, pretendendo desta forma o Livro de Reis mostrar como o Deus de Israel era a única divindade. Jezabel foi desmascarada e desacreditada publicamente. Quando Jezabel soube disto ficou furiosa, pretendendo mandar matar Elias, que teve fugir para Judá.
O sinal marcante nos tempos de Elijah e Jezabel foi o grande desafio para essa comprovação: A proposta de Elijah foi a construção de dois altares: O de Baal e o de YHWH, conhecido como o Deus "El" de Abraão. O fogo incendiou o altar de Elijah e o povo passou a hostilizar todos os sacerdotes que serviam a Baal e os mataram.
Elias foi perseguido e refugiou-se após o sinal da chuva que havia predito. Seu ministério termina pela ordem de YHWH que escolhe Eliseu como seu sucessor.

### Morte
Acabe desejava a vinha de Nabot, contígua ao palácio de Jezrael, mas este recusou-se a vendê-la. Sabendo disto, Jezabel envolveu-se na questão, enviando cartas em nome de Acabe aos chefes de Jezrael. O conteúdo das cartas ordenava a detenção de Nabot por blasfêmia contra Deus e contra o rei e a execução deste por apedrejamento sob denúncia de duas falsas testemunhas. Segundo a lei da época, a propriedade de alguém que tivesse cometido estas ações passaria para o rei. Nabot foi executado e Jezabel presenteou o marido com a vinha. Quando Elias soube desta ação profetizou que "os cães devorariam Jezabel e seus parentes no campo de Jezrael, e seus restos mortais seriam espalhados como esterco. Assim ninguém poderá dizer que esta era Jezabel".
Um comandante chamado Jeú liderou uma revolta contra a família real, na qual matou o filho de Jezabel, Jorão. Quando Jezabel soube da revolta pintou os olhos e adornou a cabeça, desafiando Jeú da janela do palácio. Este ordenou aos eunucos da corte que a atirassem da janela (defenestração): Jezabel morreu, tendo o seu sangue atingido as paredes e os cavalos. Uns cães que por ali passavam devoraram o corpo de Jezabel, exatamente como Elias profetizou.
Depois de ter feito uma refeição no palácio, Jeú ordenou que Jezabel fosse sepultada, dado que se tratava da filha de um rei. De acordo com o Segundo Livro de Reis, os servos do palácio apenas encontraram o crânio (a cabeça), os pés e as mãos intactos. O texto sagrado aponta que os cães não comeram as carnes destes três membros.
Por causa desta mulher o nome "Jezabel" encontra-se associado na cultura popular a uma mulher sedutora sem escrúpulos.

## Historicidade

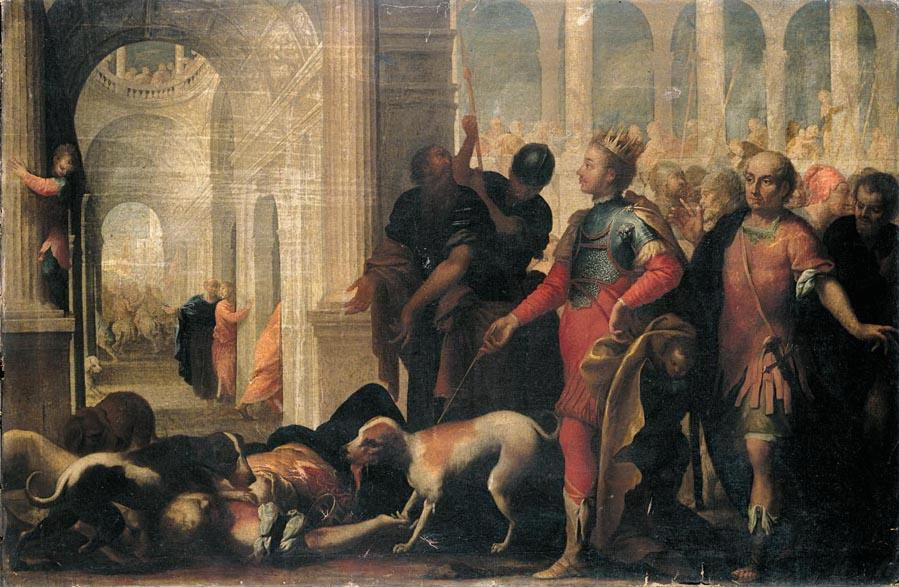
Jezebel sendo punida por Jeú, por Andrea Celesti

Segundo Israel Finkelstein, o casamento do rei Acabe com a filha do governante do império fenício foi um sinal do poder e do prestígio de Acabe e do reino do norte de Israel. Ele chamou isso de "brilhante golpe de diplomacia internacional". Ele diz que as inconsistências e anacronismos nas histórias bíblicas de Jezabel e Acabe significam que eles devem ser considerados "mais de um romance histórico do que uma crônica histórica precisa". Entre essas inconsistências, 1 Reis 20 afirma que "Bene-Hadade, rei da Aram" invadiu Samaria durante o reinado de Acabe, mas esse evento só ocorreu mais tarde na história de Israel. Os dois livros dos Reis fazem parte da história deuteronomista, compilada mais de duzentos anos após a morte de Jezabel. Finkelstein observa que esses relatos são "obviamente influenciados pela teologia dos escritores do século VII a.C". Os compiladores dos relatos bíblicos de Jezabel e sua família escreviam no sul do reino de Judá, séculos depois dos acontecimentos e de uma perspectiva de estrita monolatria. Esses escritores consideravam o politeísmo dos membros da dinastia Omride como pecaminoso. Além disso, eles eram hostis ao reino do norte e à sua história, já que seu centro de Samaria era um rival de Jerusalém. Segundo o Dr. J Bimson, do Trinity College, Bristol 1 e 2 Reis não são "uma história direta, mas uma história que contém seu próprio comentário teológico". Ele aponta para versos como 1 Reis 14:19 que mostram que o autor dos Reis estava recorrendo a outras fontes anteriores.￼￼
Em 1964 foi publicado que um selo do século IX a.C de uma coleção privada poderia ser da Rainha. Contendo uma inscrição parcialmente danificada de "YZBL", que poderia ter lido uma vez, "pertencente a Jezabel" além de inúmeros ícones relacionados à cultura Egipto-fenícia, a que a rainha fazia parte.
Entre os ícones presentes no selo, no topo há uma esfinge alada agachada com um rosto feminino e um corpo de leão e parte da coroa de Isis. Além disso, como na bula de Ezequias, há o símbolo egípcio ankh, que representa a vida. Na base, há um disco solar alado, como também se vê na bula de Ezequias, e abaixo dele, um falcão desenhado no estílo egípcio. Ao lado do falcão há duas ilustraçóes de Ureus, como uma representação de uma cobra, e um lótus, que se refere a regeneração.
No entanto, existem alguns problemas com essa teoria. Enquanto no selo parece que a inscrição começa com a letra yodh, o nome de Jezabel começa com um aleph, que está faltando no selo; além disso, o lamedh possessivo que se traduziria no pré-requisito "pertencente a (...)" também está ausente do selo. Contudo, é inteiramente possível que essas letras simplesmente possam ter sido localizadas onde o selo está danificado. 
Independentemente disso, os estudiosos têm um consenso se o selo é uma evidência da historicidade do caráter bíblico, principalmente pela ausência de informações de onde ele foi coletado, porém a maioria concorda que o tamanho e a complexidade do selo podem significar que ele foi usado pela realeza.